# Svetovno prvenstvo v veslanju 1991
14. Svetovno prvenstvo v veslanju se je odvijalo med 21. in 24. avgustom 1991 na Dunaju v Avstriji.

## Medalje po državah
| Mesto | Država                     |    |    |    | Skupaj |
| ----- | -------------------------- | -- | -- | -- | ------ |
| 1     | Nemčija                    | 7  | 2  | 3  | 12     |
| 2     | Kanada                     | 4  | 1  | 0  | 5      |
| 3     | Italija                    | 2  | 2  | 0  | 4      |
| 4     | Združeno kraljestvo        | 2  | 1  | 2  | 5      |
| 5     | Avstralija                 | 2  | 0  | 0  | 2      |
| 6     | Sovjetska zveza            | 1  | 3  | 1  | 5      |
| 7     | Danska                     | 1  | 1  | 2  | 4      |
| 8     | Ljudska republika Kitajska | 1  | 0  | 0  | 1      |
| 8     | Irska                      | 1  | 0  | 0  | 1      |
| 8     | Nova Zelandija             | 1  | 0  | 0  | 1      |
| 11    | Romunija                   | 0  | 3  | 2  | 5      |
| 11    | ZDA                        | 0  | 3  | 2  | 5      |
| 13    | Poljska                    | 0  | 1  | 2  | 3      |
| 14    | Avstrija                   | 0  | 1  | 1  | 2      |
| 14    | Francija                   | 0  | 1  | 1  | 2      |
| 14    | Češkoslovaška              | 0  | 1  | 1  | 2      |
| 17    | Švedska                    | 0  | 1  | 0  | 1      |
| 17    | Jugoslavija                | 0  | 1  | 0  | 1      |
| 19    | Belgija                    | 0  | 0  | 2  | 2      |
| 19    | Danska                     | 0  | 0  | 2  | 2      |
| 21    | Španija                    | 0  | 0  | 1  | 1      |
| Total | Total                      | 22 | 22 | 22 | 66     |

## Pregled medalj
| Event:                      | Zlato: | Čas     | Srebro: | Čas     | Bron: | Čas     |
| Moški                       | |         | |         | |         |
| enojec                      | Nemčija · Thomas Lange | 6:41.29 | Češkoslovaška Vaclav Chalupa Jr | 6:45.26 | Poljska Kajetan Broniewski | 6:48.91 |
| dvojni dvojec               | Nizozemska Nico Rienks (b) Henk Jan Zwolle (s) | 6:06.14 | Sovjetska zveza Ugis Lasmanis (b) Leonid Shaposhnykov (s) | 6:07.49 | Nemčija · Oliver Gruener (b) · Andre Steiner (s) | 6:08.36 |
| dvojni četverec             | Sovjetska zveza Valeri Dossenko (b) Sergei Kinjakin (2) Nikolai Čuprina (3) Guirts Vilks (s) | 6:08.39 | Italija Alessandro Corona (b) Gianluca Farina (2) Massimo Paradiso (3) Filippo Soffici (s) | 6:11.21 | Nizozemska Rutger Arisz (b) Koos Maasdijk (2) Hans Keldermann (3) Ronald Florijn (s) | 6:13.03 |
| dvojec s krmarjem           | Italija Carmine Abbagnale (b) Giuseppe Abbagnale (s) Giuseppe Di Capua (c) | 7:34.39 | Poljska Piotr Basta (b) Tomasz Mruczkowski (s) Bartosz Sroga (c) | 7:35.83 | Češkoslovaška Michal Dalecky (b) Dusan Machacek (s) Oldrich Hejdusek (c) | 7:38.02 |
| dvojec brez krmarja         | Združeno kraljestvo Matthew Pinsent (b) Steve Redgrave (s) | 6:21.35 | Jugoslavija Iztok Čop (b) Denis Žvegelj (s) | 6:24.18 | Avstrija · Hermann Bauer (b) · Karl Sinzinger Jr (s) | 6:24.51 |
| četverec s krmarjem         | Nemčija · Armin Eichholz (b) · Bahne Rabe (2) · Matthias Ungemach (3) · Armin Weyrauch (s) · Joerg Dedering (c)                                                                                                | 5:58.96 | Romunija Danut Dobre (b) Dragos Neagu (2) Valentin Robu (3) Ioan Snep (s) Dumitru Raducanu (c) | 6:00.29 | Poljska Wojciech Jankowski (b) Maciej Lasicki (2) Jacek Streich (3) Tomasz Tomiak (s) Michal Cieslak (c) | 6:01.30 |
| četverec brez krmarja       | Avstralija · Andrew Cooper (b) · Nick Green (2) · Mike McKay (3) · James Tomkins (s) | 6:29.69 | ZDA · Thomas Bohrer (b) · Patrick Manning Jr (2) · Jeffrey McLaughlin (3) · Michael Porterfield (s) · | 6:32.22 | Nemčija · Markus Braeuer (b) · Andreas Luetkefels (2) · Stefan Scholz (3) · Markus Vogt (s) · | 6:34.43 |
| osmerec                     | Nemčija · Roland Baar (b) · Dirk Balster (2) · Jürgen Hecht (3) · Wolfgang Klapheck (4) · Martin Steffes-Mies (5) · Thorsten Streppelhoff (6) · Ansgar Wessling (7) · ?? (s) · Manfred Klein (c)               | 5:50.98 | Kanada · Darren Barber (b) · Andy Crosby (2) · Robert Bob Marland (3) · Derek Porter (4) · Michael Mike Rascher (5) · Bruce Robertson (6) · Don Telfer (7) · John Wallace (s) · Terry Paul (c)             | 5:51.68 | Združeno kraljestvo Martin Cross (b) Tim Foster (2) Anton Obholzer (3) Richard Phelps (4) Greg Searle (5) Jonny Searle (6) Jonny Singfield (7) Richard Stanhope (s) Garry Herbert (c)                                       | 5:52.74 |
| lahki enojec                | Irska Niall O'Toole | 6:49.17 | Nemčija · Peter Uhrig | 6:49.96 | Belgija · Wim Van Belleghem | 6:52.26 |
| lahki dvojni dvojec         | Nemčija · Michael Buchheit (b) · Kai Von Warburg (s) | 6:20.04 | Avstrija · Walter Rantasa (b) · Christoph Schmoelzer (s) | 6:25.29 | Nizozemska Jan van Bekkum (b) Daan Boddeke (s) | 6:26.22 |
| lahki dvojni četverec       | Avstralija · Steve Hawkins (b) · Bruce Hick (2) · Gary Lynagh (3) · ?? (s) | 6:37.02 | Švedska Joakim Brischewski (b) Bo Ekros (2) Lars-Johan Flodin (3) Per Lundberg (s) | 6:37.25 | Francija · Roland Gaillac (b) · Patrick Maiore (2) · Laurent Porchier (3) · Thierry Renault (s) | 6:38.02 |
| lahki četverec brez krmarja | Združeno kraljestvo Christopher Bates (b) Toby Hessian (2) Tom Kay (3) Carl Smith (s) | 5:57.60 | Italija Sabino Bellomo (b) Franco Cattaneo (2) Danilo Fraquelli (3) Alfredo Striani (s) | 5:58.61 | Španija Juan Luis Aguierre Barco (b) Fernando Climent Huerta (2) Jose Maria De Marco Perez (3) Fernando Molina Castillo (s)                                                                                                 | 6:00.85 |
| lahki osmerec               | Italija Enrico Barbaranelli (b) Domenico Cantoni (2) Carlo Gaddi (3) Pasquale Marigliano (4) Fabrizio Ranieri (5) Fabrizio Ravasi (6) Andrea Re (7) Roberto Romanini (s) Gaetano Iannuzzi (c)                  | 6:13.21 | Francija · Stephane Barre (b) · Sebastien Bel (2) · Bruno Boucher (3) · Stephane Guerinot (4) · Laurent Irazusta (5) · Benoit Masson (6) · Antoine Orieux (7) · Jose Oyarzabal (s) · Philippe Spinelli (c) | 6:13.40 | ZDA · Eduardo Montalvo (b) · Tom Hartley (2) · Robert Hermann (3) · Brian Varga (4) · David Collins (5) · Dale Hurley (6) · Tom Auth (7) · James Manson (s) · Michael O'Gorman (c)                                          | 6:15.25 |
| Ženske                      | |         | |         | |         |
| enojec                      | Kanada · Silken Laumann | 8:17.58 | Romunija Elisabeta Lipa | 8:20.53 | Belgija · Ann Elise Bredael | 8:21.96 |
| dvojni dvojec               | Nemčija · Kathrin Boron (b) · Beate Schramm | 6:44.71 | Romunija Anisoara Balan-Dobre (b) Elisabeta Lipa (s) | 6:46.40 | Sovjetska zveza Ekaterina Karsten - Hodotovič (b) Saria Zakirova (s) | 6:47.36 |
| dvojni četverec             | Nemčija · Kerstin Koeppen (b) · Claudia Krüger (2) · Sybille Schmidt (3) · Jana Sorgers-Rau (s) | 6:55.85 | Sovjetska zveza Elena Hlopceva (b) Maria Omeljanovič (2) Tatjana Ustiujanina (3) Mira Vaganova (s) | 7:00.37 | Romunija Constanta Burcica (b) Anisoara Balan-Dobre (2) Doina Ignat (3) Fanica Costea (s) | 7:04.86 |
| dvojec brez krmarja         | Kanada · Kathleen Heddle (b) · Marnie McBean (s) | 6:57.42 | Nemčija · Stefanie Werremeier (b) · Ingeburg Schwerzmann-Althoff (s) | 6:59.55 | Združeno kraljestvo Miriam Batten (b) Fiona Freckleton (s) | 7:02.28 |
| četverec brez krmarja       | Kanada · Kirsten Barnes (b) · Jennifer Doey (2) · Jessica Jessie Monroe (3) · Brenda Taylor (s) | 6:25.47 | ZDA · Shelagh Donohoe (b) · Cynthia Eckert (2) · Stephanie Maxwell-Pierson (3) · Anna Seaton (s) | 6:27.39 | Nemčija · Kathrin Haacker (b) · Gebriele Mehl (2) · Cerstin Petersmann (3) · Judith Ungemach-Zeidler (s) | 6:30.30 |
| osmerec                     | Kanada · Kirsten Barnes (b) · Megan Delehanty (2) · Jennifer Doey (3) · Kathleen Heddle (4) · Kelly Mahon (5) · Marnie McBean (6) · Jessica Jessie Monroe (7) · Brenda Taylor (s) · Lesley Thompson-Willie (c) | 6:28.20 | Sovjetska zveza Irina Gribko (b) Natalia Grigorjeva (2) Ekaterina Kotko (3) Tomas Smitas (4) Natalia Stasiuk (5) Sarmite Stone (6) Marina Suprun (7) Marina Znak (s) Elena Medvedeva (c)                   | 6:28.73 | Romunija Doina Snep-Balan (b) Adriana Chelariu-Bazon (2) Iulia Bobeica-Bulie (3) Veronica Cochela-Cogeanu (4) Marioara Curela (5) Viorica Neculai (6) Maria Padurariu (7) Doina Ciucanu-Robu (s) Elena Georgescu-Nedelc (c) | 6:34.07 |
| lahki enojec                | Nova Zelandija Philippa Baker-Hogan | 7:29.99 | Nizozemska Laurien Vermulst | 7:32.41 | Danska Mette Bloch Jensen | 7:33.17 |
| lahki dvojni dvojec         | Nemčija · Claudia Waldi (b) · Christiane Weber (s) | 7:58.53 | ZDA · Lindsay Burns (b) · Teresa Zarzeczny (s) | 8:00.16 | Danska Elisabeth Fraas (b) Ulla Jensen (s) | 8:06.32 |
| lahki četverec brez krmarja | Ljudska republika Kitajska Fei Li (b) Sanmei Liang (2) Xiaoli Liao (3) Shaoyan Ou (s) | 7:37.06 | Združeno kraljestvo Alison Brownless (b) Katharine Brownlow (2) Anna Marie Dryden (3) Claire Davies (s) | 7:41.15 | ZDA · Christine Smith-Collins (b) · Ellen Minzner (2) · Alison Shaw (3) · Kelly Sherman (s) | 7:43.99 |